# Giovanni Coda

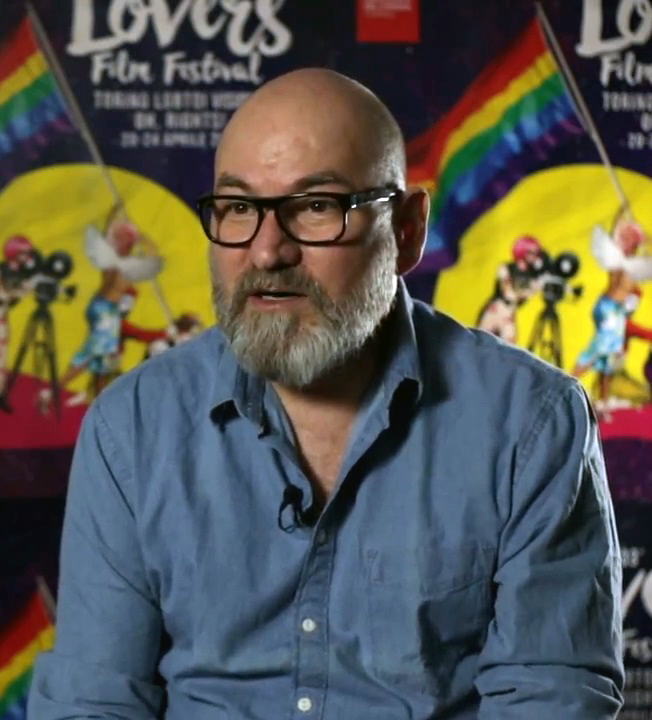
Giovanni Coda

Giovanni Coda (* 19. Januar 1964 in Cagliari, Sardinien) ist ein italienischer Regisseur und Fotograf.

## Leben
Nach dem Studium an der Universität von Cagliari zog er nach Barcelona, wo er den Master in Fotografie an Idep – Escuela de Fotografia von Barcellona ablegte. Seit 1996 leitet er die V-Art (Festival Internazionale d’Autore Immagine). Er hat seine Fotografien und Videokunstinstallationen in Museen und Galerien in mehreren Städten wie Venedig (Biennale della videoarte), Tokio (Aoyama University), London (Watermans Arts Centre), Paris (Maison d’Italie), Madrid (Museo del Rejna Sofia), Mailand (della Biennale Videoarte), Rom (Teatro Vittorio) ausgestellt. Im Jahr 2013 debütierte er mit seinem ersten Spielfilm Il Rosa Nudo.

## Filmografie (Kurzfilm und Spielfilm)
| Jahr | Film                | Anmerkung |
| ---- | ------------------- | --- |
| 1995 | P-salm              | Jury-Empfehlung bei Catania Festival Videogramma. |
| 1995 | L’Attesa            | Bester Film, Beste Kamera und Bester Schnitt an der Premio Nickelodeon von Spoleto, Italien. |
| 1996 | L’Ombra del Ricordo | Fuji-Preis für den besten italienischen Kurzfilm an der Festival del Cinema Arezzo 1996. Award für die Beste Kamera beim Festival del Cinema Palermo 1996. |
| 1998 | Il Passeggero       | |
| 2002 | Serafina            | |
| 2005 | Big Talk            | |
| 2012 | Brightness          | |
| 2017 | Xavier              | |
| 2013 | Il Rosa Nudo        | Als Special Event innerhalb der Queer Lion ausgewählt bei den Internationalen Filmfestspielen von Venedig 2013. Gold Jury Prize für den besten Spielfilm in der Social Justice Film Festival 2013 von Seattle, USA. Official Selection am Torino GLBT Film Festival 2013. Official Selection am Florence Queer Festival 2013. Official Selection am Naples Human Rights Film Festival 2013. Official Selection am Macon Film Festival 2014 in den Kategorien “Bester Spielfilm”, nominiert für Beste Regie, Bestes Schauspiel, besten Schnitt. Official Selection am Athens International Film + Video Festival 2014, Athens, Ohio, USA. Film For Peace Award am Gothenburg Indie Film Fest 2014, Göteborg, Schweden. Official Selection am KASHIS Mumbai Queer Film Festival 2014, Mumbai, Indien. Official Selection am 28th Festival Mix, Milan. Kandidat in der Official Selection 2013/14 für die Kategorie "Debut" in der David di Donatello Preis der Akademie der italienischen Kino. Kandidat in der offiziellen Auswahl für die Auszeichnung Ciak d’Oro 2014, Italien. Best International Film Award am 15. Melbourne Underground Film Festival (MUFF) 2014, Australien. Award of Excellence am Accolade Competition 2014. Official Selection am Perlen Film Festival Hannover 2014, Deutschland. Gold Award am Documentary & Short International Movie Award 2014, Jakarta, Indonesien. Bronze Plaque Award am Columbus International Film & Video Festival 2014, USA. Diamond Award am International Film and Photography Festival (IFPF) 2014, Jakarta, Indonesien. Official Selection am CLIFF – Castlemaine Local and International Film Festival, 2014, Australien. Official Selection am Salento LGBT Film Fest 2014, Lecce, Italien. Best Feature Film Price am Omovies Film Fest 2014, Napoli, Italien. Bronze Palm Award Narrative Feature am Mexico International Film Festival 2015, Mexico. |
| 2016 | Bullied to Death    | Official Selection am Torino GLBT Film Festival 2016, Italien. Official Selection am XX V-Art Festival Internazionale Immagine d'Autore, Cagliari, Italien. Official Selection am 30° Festival Mix, Milan, Italien. Best Avant-Garde Innovation Award am Melbourne Documentary Film Festival 2016, Australien. Official Selection am Macon Film Festival 2016, Usa. Jury Special Mention am Iris Prize Festival 2016, Cardiff, U.K. Film of the Week am Amsterdam New Renaissance Film Festival 2017, Amsterdam, NL. Special Mention „Best Female Performance“ zu Assunta Pittaluga am Italian Film Festival 2016, Cardiff, U.K. Special Mention „Best Male Performance“ zu Sergio Anrò am Italian Film Festival 2016, Cardiff, U.K. Jury Special Mention am Los Angeles Underground Film Festival, Los Angeles, USA. Preis für den besten Spielfilm am Omovies Festival, Napoli, Italien. Preis für den besten Spielfilm am L'Aquila LGBT Film Festival, L’Aquila, Italien. Humanity Award 2017 am Amsterdam New Renaissance Film Festival 2017, Amsterdam, NL. |
| 2019 | Mark’s Diary        | |